# Aeropuerto de Omolón
El Aeropuerto de Omolón, también conocido como Shcherbakovo (en ruso: Аэропорт Омолон; ICAO: UHMN; IATA: ), se encuentra 500 m al noroeste de Omolón, en el distrito autónomo de Chukotka, Rusia.

## Pista
Omolón dispone de una pista de grava en dirección 14/32 de 1.900x30 m. (6.234x98 pies).